# Fase de grupos da Copa Libertadores da América de 2017
A fase de grupos da Copa Libertadores da América de 2017 foi disputada entre 7 de março e 25 de maio. O sorteio dos grupos ocorreu em Luque, no Paraguai, em 21 de dezembro de 2016.
O campeão e o vice de cada grupo ao final de seis jogos disputados dentro dos grupos avançaram à fase final, iniciando a partir das oitavas. Os terceiros colocados de cada grupos foram transferidos para a segunda fase da Copa Sul-Americana de 2017.
As datas e horários dos jogos foi anunciada pela CONMEBOL em 23 de dezembro de 2016.

## Critérios de desempate
De acordo com o regulamento estabelecido para as últimas edições, caso duas ou mais equipes empatassem em números de pontos ao final da segunda fase, os seguintes critérios seriam aplicados:
1. melhor saldo de gols entre as equipes em questão;
2. maior número de gols marcados entre as equipes em questão;
3. maior número de gols marcados como visitante entre as equipes em questão;
4. ranking da CONMEBOL.

## Grupos
|  | Equipes classificadas para a fase final                                |
|  | Equipes transferidas para a segunda fase da Copa Sul-Americana de 2017 |
|  | Equipes eliminadas                                                     |

Todas as partidas estão no horário local.

### Grupo 1
| Pos | Equipe                 | Pts | J | V | E | D | GP | GC | SG | Classificado               |  | BOT | BAR | EST | ATN |
| --- | ---------------------- | --- | - | - | - | - | -- | -- | -- | -------------------------- |  | --- | --- | --- | --- |
| 1   | Botafogo               | 10  | 6 | 3 | 1 | 2 | 6  | 5  | +1 | Fase final                 |  | —   | 0–2 | 2–1 | 1–0 |
| 2   | Barcelona de Guayaquil | 10  | 6 | 3 | 1 | 2 | 8  | 8  | 0  | Fase final                 |  | 1–1 | —   | 0–3 | 2–1 |
| 3   | Estudiantes            | 9   | 6 | 3 | 0 | 3 | 7  | 8  | −1 | Play-offs da Sul-Americana |  | 1–0 | 0–2 | —   | 1–0 |
| 4   | Atlético Nacional      | 6   | 6 | 2 | 0 | 4 | 8  | 8  | 0  |                            |  | 0–2 | 3–1 | 4–1 | —   |

| 14 de março   | Botafogo                       | 2 – 1     | Estudiantes | Estádio Nilton Santos, Rio de Janeiro         |
| 21:00 (UTC−3) | Roger 33' · Rodrigo Pimpão 78' | Relatório | Otero 61'   | Público: 30 107 Árbitro: URU Jonhatan Fuentes |

| 14 de março   | Barcelona de Guayaquil     | 2 – 1     | Atlético Nacional | Estádio Monumental, Guaiaquil               |
| 19:45 (UTC−5) | Álvez 24' · M. Caicedo 45' | Relatório | Mosquera 13'      | Público: 40 000 Árbitro: CHI Julio Bascuñán |

| 11 de abril   | Estudiantes | 0 – 2     | Barcelona de Guayaquil     | Estádio Ciudad de La Plata, La Plata                            |
| 21:00 (UTC−3) |             | Relatório | Mena 51' · Nahuelpán 90+1' | Público: 35 000[carece de fontes?] Árbitro: PER Víctor Carrillo |

| 13 de abril   | Atlético Nacional | 0 – 2     | Botafogo                     | Estádio Atanasio Girardot, Medellín                            |
| 19:45 (UTC−5) |                   | Relatório | Camilo 38' · Guilherme 90+2' | Público: 40 638[carece de fontes?] Árbitro: PAR Ulises Mereles |

| 19 de abril   | Estudiantes | 1 – 0     | Atlético Nacional | Estádio Ciudad de La Plata, La Plata                         |
| 19:30 (UTC−3) | Toledo 37'  | Relatório |                   | Público: 35 000[carece de fontes?] Árbitro: URU Andrés Cunha |

| 20 de abril   | Barcelona de Guayaquil | 1 – 1     | Botafogo        | Estádio Monumental, Guaiaquil                                    |
| 19:45 (UTC−5) | Alemán 31'             | Relatório | Sassá 88' (pen) | Público: 45 174[carece de fontes?] Árbitro: VEN Jesús Valenzuela |

| 2 de maio     | Atlético Nacional                                  | 4 – 1     | Estudiantes     | Estádio Atanasio Girardot, Medellín                        |
| 19:00 (UTC−5) | Uribe 35' · Moreno 44' · Ibargüen 46' · Torres 68' | Relatório | Díaz 66' (g.c.) | Público: 23 759[carece de fontes?] Árbitro: PER Diego Haro |

| 2 de maio     | Botafogo | 0 – 2     | Barcelona de Guayaquil | Estádio Nilton Santos, Rio de Janeiro            |
| 21:45 (UTC−3) |          | Relatório | Ayoví 6' · Álvez 23'   | Público: 34 034 Árbitro: PAR Mario Díaz de Vivar |

| 18 de maio    | Barcelona de Guayaquil | 0 – 3     | Estudiantes                      | Estádio Monumental, Guaiaquil                               |
| 17:30 (UTC−5) |                        | Relatório | Cavallaro 28' · Sánchez 52', 79' | Público: 20 000[carece de fontes?] Árbitro: PAR Eber Aquino |

| 18 de maio    | Botafogo           | 1 – 0     | Atlético Nacional | Estádio Nilton Santos, Rio de Janeiro        |
| 21:45 (UTC−3) | Rodrigo Pimpão 50' | Relatório |                   | Público: 33 317 Árbitro: PER Víctor Carrillo |

| 25 de maio    | Atlético Nacional                                        | 3 – 1     | Barcelona de Guayaquil | Estádio Atanasio Girardot, Medellín                               |
| 19:45 (UTC−5) | Moreno 18' (pen) · Arreaga 26' (g.c.) · Aimar 67' (g.c.) | Relatório | Ayoví 3'               | Público: 19 867[carece de fontes?] Árbitro: BOL Juan Nelio García |

| 25 de maio    | Estudiantes | 1 – 0     | Botafogo | Estádio José Luis Meiszner, Quilmes                            |
| 21:45 (UTC−3) | Solari 24'  | Relatório |          | Público: 25 000[carece de fontes?] Árbitro: CHI Eduardo Gamboa |

### Grupo 2
| Pos | Equipe           | Pts | J | V | E | D | GP | GC | SG  | Classificado               |  | SAN | STR | SFE | CRI |
| --- | ---------------- | --- | - | - | - | - | -- | -- | --- | -------------------------- |  | --- | --- | --- | --- |
| 1   | Santos           | 12  | 6 | 3 | 3 | 0 | 11 | 4  | +7  | Fase final                 |  | —   | 2–0 | 3–2 | 4–0 |
| 2   | The Strongest    | 9   | 6 | 2 | 3 | 1 | 9  | 5  | +4  | Fase final                 |  | 1–1 | —   | 2–0 | 5–1 |
| 3   | Santa Fe         | 8   | 6 | 2 | 2 | 2 | 8  | 6  | +2  | Play-offs da Sul-Americana |  | 0–0 | 1–1 | —   | 3–0 |
| 4   | Sporting Cristal | 2   | 6 | 0 | 2 | 4 | 2  | 15 | −13 |                            |  | 1–1 | 0–0 | 0–2 | —   |

| 9 de março    | The Strongest      | 2 – 0     | Santa Fe | Estádio Hernando Siles, La Paz                |
| 20:00 (UTC−4) | Chumacero 54', 80' | Relatório |          | Público: 25 000 Árbitro: ARG Patricio Loustau |

| 9 de março    | Sporting Cristal | 1 – 1     | Santos          | Estádio Nacional, Lima                   |
| 19:45 (UTC−5) | Cazulo 13'       | Relatório | Thiago Maia 66' | Público: 20 000 Árbitro: VEN José Argote |

| 16 de março   | Santa Fe                     | 3 – 0     | Sporting Cristal | Estádio El Campín, Bogotá                                   |
| 19:45 (UTC−5) | Arango 9' · Gómez 77', 90+1' | Relatório |                  | Público: 17 464[carece de fontes?] Árbitro: ECU Carlos Orbe |

| 16 de março   | Santos                              | 2 – 0     | The Strongest | Estádio Vila Belmiro, Santos               |
| 21:45 (UTC−3) | Ricardo Oliveira 45+1' · Renato 83' | Relatório |               | Público: 13 132 Árbitro: ARG Néstor Pitana |

| 18 de abril   | Sporting Cristal | 0 – 0     | The Strongest | Estádio Nacional, Lima                           |
| 19:45 (UTC−5) |                  | Relatório |               | Público: 10 000 Árbitro: PAR Mario Díaz de Vivar |

| 19 de abril   | Santa Fe | 0 – 0     | Santos | Estádio El Campín, Bogotá                                          |
| 19:45 (UTC−5) |          | Relatório |        | Público: 19 742[carece de fontes?] Árbitro: ARG Fernando Rapallini |

| 4 de maio     | The Strongest                                                      | 5 – 1     | Sporting Cristal    | Estádio Hernando Siles, La Paz                                 |
| 18:30 (UTC−4) | Alonso 18' (pen), 36' · Chumacero 30' · Martelli 61' · Veizaga 70' | Relatório | Bejarano 52' (g.c.) | Público: 14 000[carece de fontes?] Árbitro: ARG Mauro Vigliano |

| 4 de maio     | Santos                                                      | 3 – 2     | Santa Fe                 | Estádio do Pacaembu, São Paulo            |
| 21:45 (UTC−3) | Ricardo Oliveira 3' · Vitor Bueno 34' · Lucas Veríssimo 77' | Relatório | Arango 33' · Perlaza 40' | Público: 29 798 Árbitro: URU Andrés Cunha |

| 17 de maio    | Sporting Cristal | 0 – 2     | Santa Fe                 | Estádio Nacional, Lima                                       |
| 17:30 (UTC−5) |                  | Relatório | Arango 19' · Plata 90+1' | Público: 5 000[carece de fontes?] Árbitro: ARG Néstor Pitana |

| 17 de maio    | The Strongest | 1 – 1     | Santos          | Estádio Hernando Siles, La Paz                                |
| 18:30 (UTC−4) | Chumacero 39' | Relatório | Vitor Bueno 67' | Público: 19 000[carece de fontes?] Árbitro: ARG Darío Herrera |

| 23 de maio    | Santa Fe  | 1 – 1     | The Strongest    | Estádio El Campín, Bogotá                                       |
| 19:45 (UTC−5) | Céter 25' | Relatório | López 38' (g.c.) | Público: 20 000[carece de fontes?] Árbitro: PAR Enrique Cáceres |

| 23 de maio    | Santos                                                       | 4 – 0     | Sporting Cristal | Estádio Vila Belmiro, Santos            |
| 21:45 (UTC−3) | David Braz 19', 71' · Ricardo Oliveira 22' · Vitor Bueno 66' | Relatório |                  | Público: 6 632 Árbitro: PAR José Méndez |

### Grupo 3
| Pos | Equipe                 | Pts | J | V | E | D | GP | GC | SG | Classificado               |  | RIV | EME | DIM | MEL |
| --- | ---------------------- | --- | - | - | - | - | -- | -- | -- | -------------------------- |  | --- | --- | --- | --- |
| 1   | River Plate            | 13  | 6 | 4 | 1 | 1 | 14 | 9  | +5 | Fase final                 |  | —   | 1–1 | 1–2 | 4–2 |
| 2   | Emelec                 | 10  | 6 | 3 | 1 | 2 | 8  | 5  | +3 | Fase final                 |  | 1–2 | —   | 1–0 | 3–0 |
| 3   | Independiente Medellín | 9   | 6 | 3 | 0 | 3 | 8  | 8  | 0  | Play-offs da Sul-Americana |  | 1–3 | 1–2 | —   | 2–0 |
| 4   | Melgar                 | 3   | 6 | 1 | 0 | 5 | 6  | 14 | −8 |                            |  | 2–3 | 1–0 | 1–2 | —   |

| 14 de março   | Melgar     | 1 – 0     | Emelec | Estádio Monumental da UNSA, Arequipa      |
| 17:30 (UTC−5) | García 76' | Relatório |        | Público: 15 000 Árbitro: BRA Sandro Ricci |

| 15 de março   | Independiente Medellín | 1 – 3     | River Plate                                          | Estádio Atanasio Girardot, Medellín                            |
| 19:00 (UTC−5) | Quintero 88' (pen)     | Relatório | Alario 29' (pen) · Driussi 33' · Martínez Quarta 51' | Público: 40 482[carece de fontes?] Árbitro: BRA Wilton Sampaio |

| 13 de abril   | Emelec       | 1 – 0     | Independiente Medellín | Estádio George Capwell, Guaiaquil                                |
| 17:30 (UTC−5) | Preciado 66' | Relatório |                        | Público: 20 000[carece de fontes?] Árbitro: BRA Luiz de Oliveira |

| 13 de abril   | River Plate                                            | 4 – 2     | Melgar          | Estádio Monumental de Núñez, Buenos Aires                   |
| 21:00 (UTC−3) | Fernández 17' · Driussi 21', 66' · Martínez Quarta 26' | Relatório | Herrera 4', 24' | Público: 35 000[carece de fontes?] Árbitro: BOL Raúl Orosco |

| 20 de abril   | Independiente Medellín   | 2 – 0     | Melgar | Estádio Atanasio Girardot, Medellín                             |
| 19:00 (UTC−5) | Viola 12' · Mosquera 63' | Relatório |        | Público: 23 508[carece de fontes?] Árbitro: URU Leodán González |

| 26 de abril   | Melgar      | 1 – 2     | Independiente Medellín        | Estádio Monumental da UNSA, Arequipa                             |
| 19:00 (UTC−5) | Herrera 69' | Relatório | Piedrahita 72' · Quintero 74' | Público: 15 000[carece de fontes?] Árbitro: BRA Anderson Daronco |

| 27 de abril   | Emelec      | 1 – 2     | River Plate              | Estádio George Capwell, Guaiaquil                             |
| 19:00 (UTC−5) | Preciado 1' | Relatório | Moreira 41' · Alario 80' | Público: 40 000[carece de fontes?] Árbitro: CHI Roberto Tobar |

| 10 de maio    | River Plate    | 1 – 1     | Emelec       | Estádio Monumental de Núñez, Buenos Aires                        |
| 19:15 (UTC−3) | Mora 67' (pen) | Relatório | Preciado 59' | Público: 25 000[carece de fontes?] Árbitro: BRA Anderson Daronco |

| 16 de maio    | Independiente Medellín | 1 – 2     | Emelec         | Estádio Atanasio Girardot, Medellín                              |
| 21:15 (UTC−5) | Viola 17'              | Relatório | Angulo 3', 26' | Público: 27 104[carece de fontes?] Árbitro: URU Daniel Fedorczuk |

| 18 de maio    | Melgar                         | 2 – 3     | River Plate                             | Estádio Monumental da UNSA, Arequipa                             |
| 19:00 (UTC−5) | O. Fernández 23' · Herrera 61' | Relatório | Alario 11' · Mayada 19' · Fernández 69' | Público: 10 000[carece de fontes?] Árbitro: VEN Jesús Valenzuela |

| 25 de maio    | Emelec                                   | 3 – 0     | Melgar | Estádio George Capwell, Guaiaquil                               |
| 17:30 (UTC−5) | Orejuela 27' · Quiñónez 49' · Angulo 78' | Relatório |        | Público: 20 000[carece de fontes?] Árbitro: URU Leodán González |

| 25 de maio    | River Plate | 1 – 2     | Independiente Medellín       | Estádio Monumental de Núñez, Buenos Aires                     |
| 19:30 (UTC−3) | Mina 82'    | Relatório | Hernández 47' · Mosquera 55' | Público: 45 000[carece de fontes?] Árbitro: BRA Raphael Claus |

### Grupo 4
| Pos | Equipe               | Pts | J | V | E | D | GP | GC | SG | Classificado               |  | SLA | CAP | FLA | UCA |
| --- | -------------------- | --- | - | - | - | - | -- | -- | -- | -------------------------- |  | --- | --- | --- | --- |
| 1   | San Lorenzo          | 10  | 6 | 3 | 1 | 2 | 8  | 8  | 0  | Fase final                 |  | —   | 0–1 | 2–1 | 2–1 |
| 2   | Atlético Paranaense  | 10  | 6 | 3 | 1 | 2 | 9  | 10 | −1 | Fase final                 |  | 0–3 | —   | 2–1 | 2–2 |
| 3   | Flamengo             | 9   | 6 | 3 | 0 | 3 | 11 | 7  | +4 | Play-offs da Sul-Americana |  | 4–0 | 2–1 | —   | 3–1 |
| 4   | Universidad Católica | 5   | 6 | 1 | 2 | 3 | 8  | 11 | −3 |                            |  | 1–1 | 2–3 | 1–0 | —   |

| 7 de março    | Atlético Paranaense     | 2 – 2     | Universidad Católica  | Arena da Baixada, Curitiba                  |
| 21:00 (UTC−3) | González 4' · Nikão 75' | Relatório | Llanos 85' · Noir 88' | Público: 24 118 Árbitro: PAR Ulises Mereles |

| 8 de março    | Flamengo                                          | 4 – 0     | San Lorenzo | Estádio do Maracanã, Rio de Janeiro       |
| 21:45 (UTC−3) | Diego 47' · Trauco 61' · Rômulo 70' · Gabriel 87' | Relatório |             | Público: 60 089 Árbitro: URU Andrés Cunha |

| 15 de março   | San Lorenzo | 0 – 1     | Atlético Paranaense | Estádio Nuevo Gasómetro, Buenos Aires      |
| 19:30 (UTC−3) |             | Relatório | González 3'         | Público: 8 000 Árbitro: ECU Roddy Zambrano |

| 15 de março   | Universidad Católica | 1 – 0     | Flamengo | Estádio San Carlos de Apoquindo, Santiago |
| 21:45 (UTC−3) | Silva 74'            | Relatório |          | Público: 14 000 Árbitro: PER Diego Haro   |

| 12 de abril   | Universidad Católica | 1 – 1     | San Lorenzo | Estádio San Carlos de Apoquindo, Santiago                       |
| 21:00 (UTC−3) | Buonanotte 49'       | Relatório | Blandi 19'  | Público: 15 000[carece de fontes?] Árbitro: PAR Enrique Cáceres |

| 12 de abril   | Flamengo                | 2 – 1     | Atlético Paranaense | Estádio do Maracanã, Rio de Janeiro           |
| 21:45 (UTC−3) | Guerrero 6' · Diego 15' | Relatório | Nikão 58'           | Público: 58 558 Árbitro: COL Wilson Lamouroux |

| 25 de abril   | San Lorenzo              | 2 – 1     | Universidad Católica | Estádio Nuevo Gasómetro, Buenos Aires                            |
| 21:00 (UTC−3) | Blandi 35' · Barrios 85' | Relatório | Cordero 77'          | Público: 15 000[carece de fontes?] Árbitro: URU Daniel Fedorczuk |

| 26 de abril   | Atlético Paranaense                  | 2 – 1     | Flamengo         | Arena da Baixada, Curitiba               |
| 21:45 (UTC−3) | Thiago Heleno 35' · Felipe Gedoz 87' | Relatório | Willian Arão 89' | Público: 36 519 Árbitro: VEN José Argote |

| 3 de maio     | Atlético Paranaense | 0 – 3     | San Lorenzo                         | Arena da Baixada, Curitiba                 |
| 21:00 (UTC−3) |                     | Relatório | Díaz 13' · Blandi 67' · Botta 90+1' | Público: 25 387 Árbitro: COL Wilmar Roldán |

| 3 de maio     | Flamengo                                | 3 – 1     | Universidad Católica | Estádio do Maracanã, Rio de Janeiro          |
| 21:45 (UTC−3) | Rodinei 50' · Guerrero 72' · Trauco 85' | Relatório | Silva 66'            | Público: 60 989 Árbitro: PER Víctor Carrillo |

| 17 de maio    | San Lorenzo                    | 2 – 1     | Flamengo    | Estádio Nuevo Gasómetro, Buenos Aires                           |
| 21:45 (UTC−3) | Angeleri 74' · Belluschi 90+1' | Relatório | Rodinei 13' | Público: 35 000[carece de fontes?] Árbitro: PAR Enrique Cáceres |

| 17 de maio    | Universidad Católica | 2 – 3     | Atlético Paranaense                                              | Estádio San Carlos de Apoquindo, Santiago                        |
| 20:45 (UTC−4) | Silva 35' · Noir 84' | Relatório | Eduardo da Silva 75' · Douglas Coutinho 81' · Carlos Alberto 86' | Público: 13 000[carece de fontes?] Árbitro: URU Jonhatan Fuentes |

### Grupo 5
| Pos | Equipe            | Pts | J | V | E | D | GP | GC | SG | Classificado               |  | PAL | WIL | ATU | PEN |
| --- | ----------------- | --- | - | - | - | - | -- | -- | -- | -------------------------- |  | --- | --- | --- | --- |
| 1   | Palmeiras         | 13  | 6 | 4 | 1 | 1 | 13 | 9  | +4 | Fase final                 |  | —   | 1–0 | 3–1 | 3–2 |
| 2   | Jorge Wilstermann | 9   | 6 | 3 | 0 | 3 | 12 | 10 | +2 | Fase final                 |  | 3–2 | —   | 2–1 | 6–2 |
| 3   | Atlético Tucumán  | 7   | 6 | 2 | 1 | 3 | 8  | 10 | −2 | Play-offs da Sul-Americana |  | 1–1 | 2–1 | —   | 2–1 |
| 4   | Peñarol           | 6   | 6 | 2 | 0 | 4 | 11 | 15 | −4 |                            |  | 2–3 | 2–0 | 2–1 | —   |

| 7 de março    | Jorge Wilstermann                                                             | 6 – 2     | Peñarol               | Estádio Félix Capriles, Cochabamba           |
| 18:30 (UTC−4) | Ríos 6', 32' · Thomaz 26' (pen) · Zenteno 73' · Cardozo 84' (pen) · Olego 87' | Relatório | G. Rodríguez 48', 69' | Público: 30 000 Árbitro: PER Víctor Carrillo |

| 8 de março    | Atlético Tucumán | 1 – 1     | Palmeiras | Estádio José Fierro, San Miguel de Tucumán       |
| 21:45 (UTC−3) | Zampedri 24'     | Relatório | Keno 39'  | Público: 35 000 Árbitro: PAR Mario Díaz de Vivar |

| 15 de março   | Palmeiras  | 1 – 0     | Jorge Wilstermann | Allianz Parque, São Paulo                   |
| 21:45 (UTC−3) | Mina 90+5' | Relatório |                   | Público: 38 419 Árbitro: CHI Eduardo Gamboa |

| 16 de março   | Peñarol                     | 2 – 1     | Atlético Tucumán | Estádio Campeón del Siglo, Montevidéu      |
| 21:00 (UTC−3) | Hernández 66' · Affonso 68' | Relatório | Menéndez 60'     | Público: 28 000 Árbitro: COL Wilmar Roldán |

| 11 de abril   | Jorge Wilstermann         | 2 – 1     | Atlético Tucumán | Estádio Félix Capriles, Cochabamba                           |
| 18:30 (UTC−4) | Álvarez 62' · Cabezas 71' | Relatório | Palomino 55'     | Público: 6 000[carece de fontes?] Árbitro: CHI Roberto Tobar |

| 12 de abril   | Palmeiras                              | 3 – 2     | Peñarol                         | Allianz Parque, São Paulo                   |
| 21:45 (UTC−3) | Willian 46' · Dudu 49' · Fabiano 90+9' | Relatório | R. Arias 31' · G. Rodríguez 74' | Público: 38 483 Árbitro: ECU Roddy Zambrano |

| 25 de abril   | Atlético Tucumán         | 2 – 1     | Jorge Wilstermann | Estádio José Fierro, San Miguel de Tucumán                |
| 19:30 (UTC−3) | Canuto 50' · Barbona 73' | Relatório | Cabezas 78'       | Público: 30 000[carece de fontes?] Árbitro: VEN Juan Soto |

| 26 de abril   | Peñarol                    | 2 – 3     | Palmeiras                   | Estádio Campeón del Siglo, Montevidéu                           |
| 21:45 (UTC−3) | Affonso 12' · J. Arias 38' | Relatório | William 48', 72' · Mina 62' | Público: 20 000[carece de fontes?] Árbitro: PAR Enrique Cáceres |

| 2 de maio     | Atlético Tucumán            | 2 – 1     | Peñarol          | Estádio José Fierro, San Miguel de Tucumán                     |
| 19:30 (UTC−3) | Zampedri 76' · González 79' | Relatório | G. Rodríguez 83' | Público: 32 000[carece de fontes?] Árbitro: CHI Julio Bascuñán |

| 3 de maio     | Jorge Wilstermann                             | 3 – 2     | Palmeiras                       | Estádio Félix Capriles, Cochabamba                               |
| 20:45 (UTC−4) | Morales 35' · Machado 40' · Cardozo 68' (pen) | Relatório | Guerra 45' · Cabezas 72' (g.c.) | Público: 22 000[carece de fontes?] Árbitro: COL Wilson Lamouroux |

| 24 de maio    | Palmeiras                               | 3 – 1     | Atlético Tucumán | Allianz Parque, São Paulo                  |
| 21:45 (UTC−3) | Mina 14' · Willian 68' · Zé Roberto 90' | Relatório | Rodríguez 56'    | Público: 37 418 Árbitro: COL Wilmar Roldán |

| 24 de maio    | Peñarol                  | 2 – 0     | Jorge Wilstermann | Estádio Campeón del Siglo, Montevidéu         |
| 21:45 (UTC−3) | Arias 36' · Villalba 41' | Relatório |                   | Público: 0 (PF) Árbitro: PER Michael Espinoza |

### Grupo 6
| Pos | Equipe           | Pts | J | V | E | D | GP | GC | SG  | Classificado               |  | CAM | GOD | LIB | SBO |
| --- | ---------------- | --- | - | - | - | - | -- | -- | --- | -------------------------- |  | --- | --- | --- | --- |
| 1   | Atlético Mineiro | 13  | 6 | 4 | 1 | 1 | 17 | 6  | +11 | Fase final                 |  | —   | 4–1 | 2–0 | 5–2 |
| 2   | Godoy Cruz       | 11  | 6 | 3 | 2 | 1 | 10 | 8  | +2  | Fase final                 |  | 1–1 | —   | 1–1 | 2–0 |
| 3   | Libertad         | 6   | 6 | 1 | 3 | 2 | 7  | 9  | −2  | Play-offs da Sul-Americana |  | 1–0 | 1–2 | —   | 1–1 |
| 4   | Sport Boys       | 2   | 6 | 0 | 2 | 4 | 8  | 19 | −11 |                            |  | 1–5 | 1–3 | 3–3 | —   |

| 8 de março    | Sport Boys                                 | 3 – 3     | Libertad                            | Estádio Ramón Tahuichi Aguilera, Santa Cruz |
| 18:30 (UTC−4) | Castillo 39' · Messidoro 69' · Coimbra 81' | Relatório | Medina 28' · Salcedo 61', 73' (pen) | Público: 2 100 Árbitro: ECU Roddy Zambrano  |

| 8 de março    | Godoy Cruz   | 1 – 1     | Atlético Mineiro | Estádio Malvinas Argentinas, Mendoza                             |
| 19:30 (UTC−3) | J. Correa 1' | Relatório | Fred 50' (pen)   | Público: 15 000[carece de fontes?] Árbitro: COL Wilson Lamouroux |

| 11 de abril   | Libertad       | 1 – 2     | Godoy Cruz           | Estádio Dr. Nicolás Leoz, Assunção                              |
| 18:30 (UTC−4) | Á. Cardozo 21' | Relatório | Á. González 45', 89' | Público: 8 000[carece de fontes?] Árbitro: URU Daniel Fedorczuk |

| 13 de abril   | Atlético Mineiro                       | 5 – 2     | Sport Boys                  | Estádio Independência, Belo Horizonte    |
| 19:30 (UTC−3) | Robinho 4' · Fred 71', 74', 88', 90+2' | Relatório | Tenorio 10' · Messidoro 54' | Público: 18 402 Árbitro: VEN José Argote |

| 19 de abril   | Libertad       | 1 – 0     | Atlético Mineiro | Estádio Dr. Nicolás Leoz, Assunção                             |
| 20:45 (UTC−4) | Á. Cardozo 26' | Relatório |                  | Público: 10 000[carece de fontes?] Árbitro: CHI Julio Bascuñán |

| 20 de abril   | Godoy Cruz                    | 2 – 0     | Sport Boys | Estádio Malvinas Argentinas, Mendoza                       |
| 19:30 (UTC−3) | Fernández 56' · J. Correa 73' | Relatório |            | Público: 10 000[carece de fontes?] Árbitro: ECU Omar Ponce |

| 26 de abril   | Atlético Mineiro          | 2 – 0     | Libertad | Estádio Independência, Belo Horizonte         |
| 19:30 (UTC−3) | Robinho 71' · Cazares 88' | Relatório |          | Público: 18 838 Árbitro: COL Wilson Lamouroux |

| 27 de abril   | Sport Boys  | 1 – 3     | Godoy Cruz                                | Estádio Ramón Tahuichi Aguilera, Santa Cruz                    |
| 20:45 (UTC−4) | Córdoba 69' | Relatório | Á. González 41' · Garro 65' · Giménez 85' | Público: 3 000[carece de fontes?] Árbitro: PER Víctor Carrillo |

| 3 de maio     | Sport Boys         | 1 – 5     | Atlético Mineiro                                            | Estádio Ramón Tahuichi Aguilera, Santa Cruz                     |
| 18:30 (UTC−4) | Castillo 41' (pen) | Relatório | Cazares 10', 88' · Rafael Moura 16' · Elias 60' · Otero 62' | Público: 2 100[carece de fontes?] Árbitro: VEN Jesús Valenzuela |

| 4 de maio     | Godoy Cruz | 1 – 1     | Libertad      | Estádio Malvinas Argentinas, Mendoza                          |
| 21:00 (UTC−3) | Garro 39'  | Relatório | Santacruz 23' | Público: 27 000[carece de fontes?] Árbitro: CHI Roberto Tobar |

| 16 de maio    | Libertad          | 1 – 1     | Sport Boys    | Estádio Dr. Nicolás Leoz, Assunção                            |
| 20:00 (UTC−4) | Rivero 17' (g.c.) | Relatório | Vogliotti 70' | Público: 1 000[carece de fontes?] Árbitro: VEN Alexis Herrera |

| 16 de maio    | Atlético Mineiro                         | 4 – 1     | Godoy Cruz | Estádio Independência, Belo Horizonte                            |
| 21:00 (UTC−3) | Cazares 3', 28' · Elias 45+1' · Fred 48' | Relatório | Garro 72'  | Público: 38 978[carece de fontes?] Árbitro: PER Michael Espinoza |

### Grupo 7
| Pos | Equipe      | Pts | J | V | E | D | GP | GC | SG  | Classificado               |  | LAN | NAC | CHA | ZUL |
| --- | ----------- | --- | - | - | - | - | -- | -- | --- | -------------------------- |  | --- | --- | --- | --- |
| 1   | Lanús       | 13  | 6 | 4 | 1 | 1 | 13 | 3  | +10 | Fase final                 |  | —   | 0–1 | 3–0 | 5–0 |
| 2   | Nacional    | 8   | 6 | 2 | 2 | 2 | 5  | 3  | +2  | Fase final                 |  | 0–1 | —   | 3–0 | 0–1 |
| 3   | Chapecoense | 7   | 6 | 2 | 1 | 3 | 6  | 12 | −6  | Play-offs da Sul-Americana |  | 1–3 | 1–1 | —   | 2–1 |
| 4   | Zulia       | 5   | 6 | 1 | 2 | 3 | 4  | 10 | −6  |                            |  | 1–1 | 0–0 | 1–2 | —   |

1. ↑  A CONMEBOL concedeu ao Lanús uma vitória por 3 a 0 como resultado da Chapecoense colocar em campo o jogador inelegível Luiz Otávio.[33] A partida terminou originalmente em 1–2.

| 7 de março    | Zulia      | 1 – 2     | Chapecoense                     | Estádio El Pachencho, Maracaibo         |
| 20:45 (UTC−4) | Arango 77' | Relatório | Reinaldo 32' · Luiz Antônio 68' | Público: 36 000 Árbitro: ECU Omar Ponce |

| 9 de março    | Lanús | 0 – 1     | Nacional     | Estádio La Fortaleza, Lanús                                   |
| 21:00 (UTC−3) |       | Relatório | Silveira 25' | Público: 17 500[carece de fontes?] Árbitro: CHI Roberto Tobar |

| 15 de março   | Nacional | 0 – 1     | Zulia        | Estádio Gran Parque Central, Montevidéu       |
| 19:30 (UTC−3) |          | Relatório | Savarino 30' | Público: 18 000 Árbitro: COL Wilson Lamouroux |

| 16 de março   | Chapecoense | 1 – 3     | Lanús                                     | Arena Condá, Chapecó                         |
| 19:30 (UTC−3) | Rossi 49'   | Relatório | Aguirre 52' · Sand 66' (pen) · Acosta 80' | Público: 12 484 Árbitro: PAR Enrique Cáceres |

| 18 de abril   | Lanús                                                             | 5 – 0     | Zulia | Estádio La Fortaleza, Lanús            |
| 21:00 (UTC−3) | Acosta 4' · Sand 46' · Denis 73' (pen) · Silva 78' · Pasquini 80' | Relatório |       | Público: 5 000 Árbitro: PER Diego Haro |

| 18 de abril   | Chapecoense       | 1 – 1     | Nacional     | Arena Condá, Chapecó                     |
| 21:45 (UTC−3) | Reinaldo 9' (pen) | Relatório | Silveira 40' | Público: 12 320 Árbitro: ECU Carlos Orbe |

| 27 de abril   | Nacional                               | 3 – 0     | Chapecoense | Estádio Gran Parque Central, Montevidéu                     |
| 19:30 (UTC−3) | Ramírez 17' · Aguirre 49' · Viudez 80' | Relatório |             | Público: 35 000[carece de fontes?] Árbitro: PAR Eber Aquino |

| 27 de abril   | Zulia       | 1 – 1     | Lanús    | Estádio El Pachencho, Maracaibo                               |
| 18:30 (UTC−4) | Rivillo 34' | Relatório | Sand 62' | Público: 12 000[carece de fontes?] Árbitro: COL Wilmar Roldán |

| 16 de maio    | Zulia | 0 – 0     | Nacional | Estádio El Pachencho, Maracaibo                                |
| 18:30 (UTC−4) |       | Relatório |          | Público: 10 000[carece de fontes?] Árbitro: CHI Patricio Polic |

| 17 de maio    | Lanús          | 3 – 0[a]  | Chapecoense                               | Estádio La Fortaleza, Lanús                                      |
| 21:45 (UTC−3) | Sand 79' (pen) | Relatório | Wellington Paulista 23' · Luiz Otávio 87' | Público: 20 000[carece de fontes?] Árbitro: COL Wilson Lamouroux |

| 23 de maio    | Nacional | 0 – 1     | Lanús     | Estádio Gran Parque Central, Montevidéu                        |
| 19:30 (UTC−3) |          | Relatório | Silva 26' | Público: 20 000[carece de fontes?] Árbitro: PAR Ulises Mereles |

| 23 de maio    | Chapecoense                       | 2 – 1     | Zulia      | Arena Condá, Chapecó                        |
| 19:30 (UTC−3) | Arthur 90' · Andrei Girotto 90+1' | Relatório | Arango 30' | Público: 4 423 Árbitro: COL Gustavo Murillo |

### Grupo 8
| Pos | Equipe           | Pts | J | V | E | D | GP | GC | SG  | Classificado               |  | GRE | GUA | DIQ | ZAM |
| --- | ---------------- | --- | - | - | - | - | -- | -- | --- | -------------------------- |  | --- | --- | --- | --- |
| 1   | Grêmio           | 13  | 6 | 4 | 1 | 1 | 15 | 6  | +9  | Fase final                 |  | —   | 4–1 | 3–2 | 4–0 |
| 2   | Guaraní          | 11  | 6 | 3 | 2 | 1 | 9  | 7  | +2  | Fase final                 |  | 1–1 | —   | 0–0 | 3–1 |
| 3   | Deportes Iquique | 10  | 6 | 3 | 1 | 2 | 12 | 9  | +3  | Play-offs da Sul-Americana |  | 2–1 | 0–1 | —   | 4–3 |
| 4   | Zamora           | 0   | 6 | 0 | 0 | 6 | 6  | 20 | −14 |                            |  | 0–2 | 1–3 | 1–4 | —   |

| 7 de março    | Deportes Iquique | 0 – 1     | Guaraní    | Estádio Zorros del Desierto, Calama     |
| 17:15 (UTC−3) |                  | Relatório | Novick 82' | Público: 2 200 Árbitro: BOL Raúl Orosco |

| 9 de março    | Zamora | 0 – 2     | Grêmio                         | Estádio La Carolina, Barinas                                  |
| 18:30 (UTC−4) |        | Relatório | Léo Moura 45' · Luan 51' (pen) | Público: 18 000[carece de fontes?] Árbitro: ARG Darío Herrera |

| 11 de abril   | Grêmio                            | 3 – 2     | Deportes Iquique        | Arena do Grêmio, Porto Alegre                 |
| 21:45 (UTC−3) | Luan 15', 23' · Bolaños 28' (pen) | Relatório | Caroca 60' · Dávila 67' | Público: 30 343 Árbitro: URU Esteban Ostojich |

| 12 de abril   | Guaraní                               | 3 – 1     | Zamora     | Estádio Defensores del Chaco, Assunção                        |
| 18:30 (UTC−4) | García 15' · Cabral 58' · Palau 90+2' | Relatório | Falcón 41' | Público: 10 000[carece de fontes?] Árbitro: ARG Néstor Pitana |

| 19 de abril   | Zamora    | 1 – 4     | Deportes Iquique                                         | Estádio La Carolina, Barinas                                     |
| 20:00 (UTC−4) | Pérez 79' | Relatório | Bielkiewicz 7' (pen), 19' · Reynero 65' · Villalobos 86' | Público: 13 000[carece de fontes?] Árbitro: PER Michael Espinoza |

| 20 de abril   | Guaraní   | 1 – 1     | Grêmio          | Estádio Defensores del Chaco, Assunção                       |
| 18:30 (UTC−4) | López 71' | Relatório | Pedro Rocha 78' | Público: 9 000[carece de fontes?] Árbitro: COL Wilmar Roldán |

| 25 de abril   | Deportes Iquique                                  | 4 – 3     | Zamora                                      | Estádio Zorros del Desierto, Calama                        |
| 17:15 (UTC−3) | Ramos 13' · Caroca 81', 90+1' · Bielkiewicz 90+4' | Relatório | Clarke 49' (pen) · Gallardo 64' · Uribe 84' | Público: 4 000[carece de fontes?] Árbitro: BOL Gery Vargas |

| 27 de abril   | Grêmio                               | 4 – 1     | Guaraní              | Arena do Grêmio, Porto Alegre                 |
| 21:45 (UTC−3) | Barrios 7', 27', 78' · Geromel 45+3' | Relatório | Léo Moura 33' (g.c.) | Público: 21 300 Árbitro: ARG Patricio Loustau |

| 3 de maio     | Deportes Iquique                   | 2 – 1     | Grêmio      | Estádio Zorros del Desierto, Calama                           |
| 19:30 (UTC−3) | Bielkiewicz 23' (pen) · Torres 48' | Relatório | Barrios 19' | Público: 3 000[carece de fontes?] Árbitro: ARG Germán Delfino |

| 4 de maio     | Zamora   | 1 – 3     | Guaraní                     | Estádio La Carolina, Barinas                               |
| 20:45 (UTC−4) | Sosa 40' | Relatório | García 14', 51' · Palau 19' | Público: 1 500[carece de fontes?] Árbitro: URU Óscar Rojas |

| 25 de maio    | Grêmio                                              | 4 – 0     | Zamora | Arena do Grêmio, Porto Alegre                |
| 21:45 (UTC−3) | Luan 22', 28' (pen) · Barrios 25' · Pedro Rocha 63' | Relatório |        | Público: 22 435 Árbitro: ECU Juan Albarracín |

| 25 de maio    | Guaraní | 0 – 0     | Deportes Iquique | Estádio Defensores del Chaco, Assunção                            |
| 20:45 (UTC−4) |         | Relatório |                  | Público: 3 000[carece de fontes?] Árbitro: ARG Fernando Rapallini |